# Omosita colon
Omosita colon är en skalbaggsart som först beskrevs av Carl von Linné 1758.  Omosita colon ingår i släktet Omosita, och familjen glansbaggar. Arten är reproducerande i Sverige.